# Barbie Girl
"Barbie Girl" er en sang af den dansk/norske popgruppe Aqua. Titlen Barbie Girl henviser til den populære Barbiedukke.
Barbie Girl findes på Aquas første album Aquarium, og er en af gruppens mest populære sange.
Sangen er en af de bedst sælgende singler i historien med over 7 mio. solgte eksemplarer på verdensplan.

Sangen var genstand for et program i serien Landeplagen fra 2010 med Jacob Riising som vært, hvor nummeret historie og betydning blev gennemgået.

## Retssag
Mattel, producenten af Barbie-dukken lagde sag an mod Aqua, da de mente af musikgruppen brød deres varemærkebeskyttelse og deres ophavsret.
I 2002 afviste retten dog søgsmålet.
Nogle år senere i 2007 gjorde firmaet en kovending da de efter aftale med gruppe benyttede sangen i en reklamevideo.

## Hitlister
| Hitliste (1997)                                  | Højeste placering |
| ------------------------------------------------ | ----------------- |
| Australien (ARIA)                                | 1                 |
| Østrig (Ö3 Austria Top 40)                       | 2                 |
| Belgien (Ultratop 50 Flanderen)                  | 1                 |
| Belgien (Ultratop 50 Vallonien)                  | 1                 |
| Canada Top Singles (RPM)                         | 4                 |
| Canada Dance/Urban (RPM)                         | 1                 |
| Canada (Nielsen SoundScan)                       | 7                 |
| Denmark (IFPI)                                   | 2                 |
| Europe (Eurochart Hot 100)                       | 1                 |
| Finland (Suomen virallinen lista)                | 3                 |
| Frankrig (SNEP)                                  | 1                 |
| Tyskland (Official German Charts)                | 1                 |
| Hungary (Mahasz)                                 | 4                 |
| Iceland (Íslenski listinn Topp 40)               | 15                |
| Irland (IRMA)                                    | 1                 |
| Italy (FIMI)                                     | 2                 |
| Holland (Dutch Top 40)                           | 1                 |
| Holland (Single Top 100)                         | 2                 |
| New Zealand (RIANZ)                              | 1                 |
| Norge (VG-lista)                                 | 1                 |
| Skotland (Official Charts Company)               | 1                 |
| Spain (AFYVE)                                    | 2                 |
| Sverige (Sverigetopplistan)                      | 1                 |
| Schweiz (Schweizer Hitparade)                    | 1                 |
| Storbritannien Singles (Official Charts Company) | 1                 |
| USA Billboard Hot 100                            | 7                 |
| USA Dance Club Songs (Billboard)                 | 21                |
| 2                                                |                   |
| USA Mainstream Top 40 (Billboard)                | 15                |
| USA Rhythmic (Billboard)                         | 8                 |

| Chart (2023) | Peak position |
| 77           |               |
| ------------ | ------------- |

| Hitliste (1997)                    | Placering |
| ---------------------------------- | --------- |
| Australia (ARIA)                   | 2         |
| Austria (Ö3 Austria Top 40)        | 11        |
| Belgium (Ultratop 50 Flanders)     | 2         |
| Belgium (Ultratop 50 Wallonia)     | 2         |
| Canada Top Singles (RPM)           | 67        |
| Canada Dance/Urban (RPM)           | 5         |
| Europe (Eurochart Hot 100)         | 4         |
| France (SNEP)                      | 5         |
| Germany (Official German Charts)   | 8         |
| Iceland (Íslenski Listinn Topp 40) | 99        |
| Netherlands (Dutch Top 40)         | 3         |
| Netherlands (Single Top 100)       | 4         |
| New Zealand (RMNZ)                 | 49        |
| Romania (Romanian Top 100)         | 19        |
| Sweden (Sverigetopplistan)         | 5         |
| Switzerland (Schweizer Hitparade)  | 34        |
| UK Singles (OCC)                   | 2         |
| US Billboard Hot 100               | 94        |
| US Maxi-Singles Sales (Billboard)  | 37        |
| US Rhythmic Top 40 (Billboard)     | 62        |
| US Top 40/Mainstream (Billboard)   | 74        |

| Hitliste (1998)                   | Placering |
| --------------------------------- | --------- |
| France (SNEP)                     | 33        |
| Germany (Official German Charts)  | 45        |
| Netherlands (Single Top 100)      | 96        |
| Switzerland (Schweizer Hitparade) | 19        |

| Hitliste (1990–99)          | Placering |
| --------------------------- | --------- |
| Belgium (Ultratop Flanders) | 2         |

| Hitliste         | Placering |
| ---------------- | --------- |
| UK Singles (OCC) | 16        |